# Philippe Collet
Philippe Collet (ur. 13 grudnia 1963 w Nancy) – francuski lekkoatleta specjalizujący się w skoku o tyczce, dwukrotny uczestnik letnich igrzysk olimpijskich (Seul 1988, Barcelona 1992).

## Sukcesy sportowe
- pięciokrotny mistrz Francji w skoku o tyczce – 1985, 1988, 1989, 1991, 1992[1]
- trzykrotny halowy mistrz Francji w skoku o tyczce – 1986, 1988, 1991[2]

| Rok  | Miasto    | Zawody                      | Konkurencja   | Wynik         |
| ---- | --------- | --------------------------- | ------------- | ------------- |
| 1985 | Kobe      | letnia uniwersjada          | skok o tyczce | srebrny medal |
| 1986 | Stuttgart | mistrzostwa Europy          | skok o tyczce | brązowy medal |
| 1986 | Madryt    | halowe mistrzostwa Europy   | skok o tyczce | brązowy medal |
| 1987 | Liévin    | halowe mistrzostwa Europy   | skok o tyczce | 4. miejsce    |
| 1988 | Seul      | letnie igrzyska olimpijskie | skok o tyczce | 5. miejsce    |
| 1988 | Budapeszt | halowe mistrzostwa Europy   | skok o tyczce | 5. miejsce    |
| 1990 | Split     | mistrzostwa Europy          | skok o tyczce | 4. miejsce    |
| 1992 | Barcelona | letnie igrzyska olimpijskie | skok o tyczce | 7. miejsce    |
| 1994 | Helsinki  | mistrzostwa Europy          | skok o tyczce | 4. miejsce    |

## Rekordy życiowe
- skok o tyczce – 5,85 – Paryż 22/07/1986
- skok o tyczce (hala) – 5,94 – Grenoble 10/03/1990